# 那彭镇
那彭镇，是中华人民共和国广西壮族自治区钦州市钦南区下辖的一个乡镇级行政单位。

## 行政区划
那彭镇下辖以下地区：
那彭社区、那彭村、担坳村、那蒟村、白沙村、六湖村、彭新村、清湖村、那勉村、凤凰岗村、那里村、后立村、英学村和屋背村。